# USS Paul Hamilton (DDG-60)
El USS Paul Hamilton (DDG-60) es un destructor de la clase Arleigh Burke en servicio con la Armada de los Estados Unidos. Fue puesto en gradas en 1992, botado en 1993 y asignado en 1995.

## Construcción
Construido por el Bath Iron Works, fue colocada su quilla el 24 de agosto de 1992, botado el 24 de julio de 1993 y asignado el 27 de mayo de 1995. Recibió el nombre USS Paul Hamilton en honor a Paul Hamilton, secretario de la Armada de 1809 a 1813.

## Historial de servicio

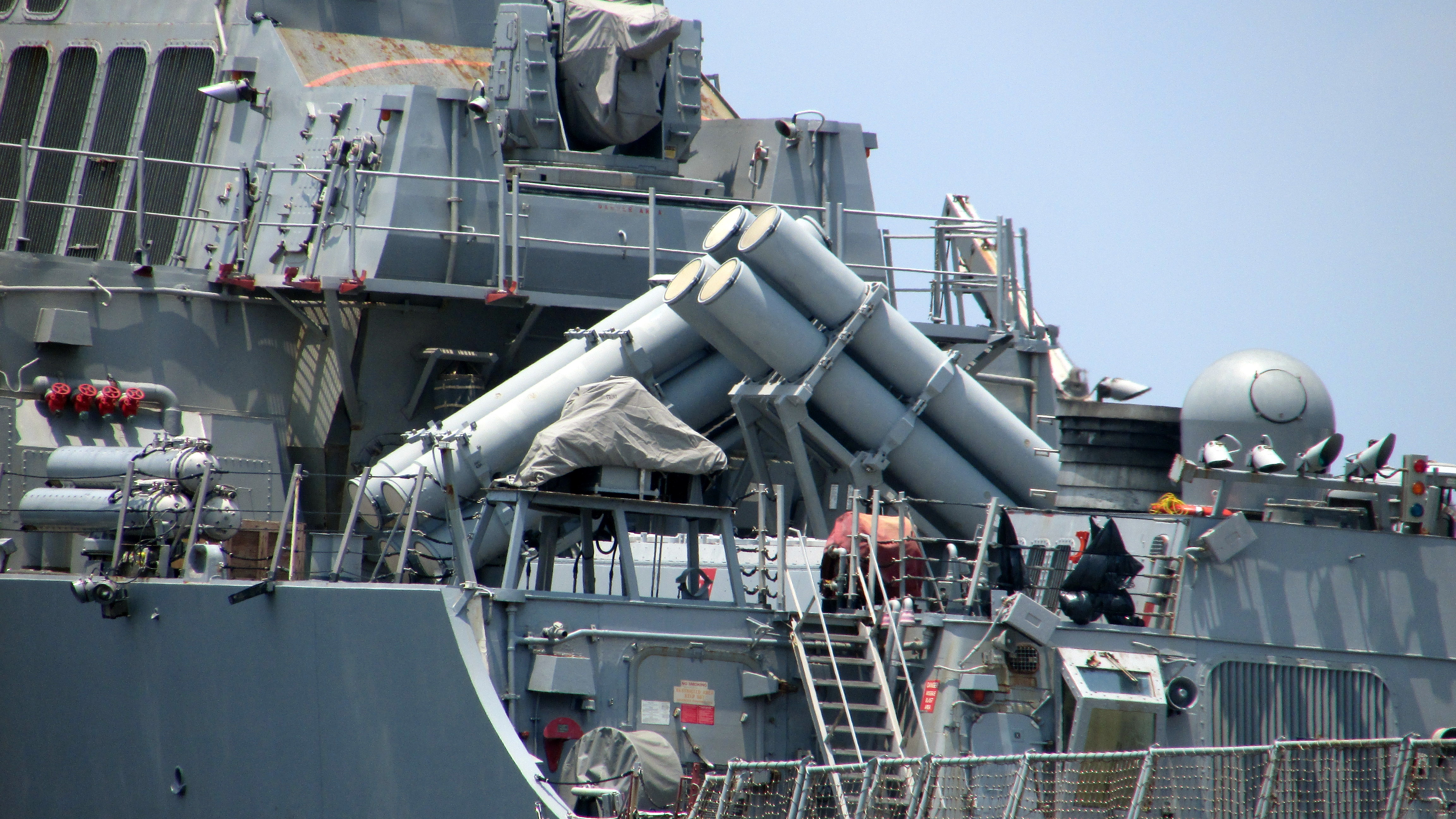
Vista parcial de la cubierta del USS Paul Hamilton (DDG-60), año 2015.

El USS Paul Hamilton fue asignado en 1995 en la base naval de Charleston, Carolina del Sur.
En 2003 el destructor desplegó a Oriente Medio en apoyo a la Operación Iraqi Freedom.
Desde 2016 su apostadero es la base naval de San Diego, California.